# 552년

## 연호
- 남량(南梁) 승성(承聖) 원년
- 북제(北齊) 천보(天保) 3년
- 신라(新羅) 개국(開國) 2년

## 기년
- 남량(南梁) 원제(元帝) 원년
- 북제(北齊) 문선제(文宣帝) 3년
- 서위(西魏) 폐제(廢帝) 원년
- 신라(新羅) 진흥왕(眞興王) 13년
- 고구려(高句麗) 양원왕(陽原王) 8년
- 백제(百濟) 성왕(聖王) 30년

## 사건
- 7월 - 타기나이 혹은 부스타 갈로룸의 전투에서 동로마 제국의 나르세스에게 대패하고 국왕 토틸라가 전사함으로써 테이아가 뒤를 이어 왕이 되었다.
- 중앙 아시아에 돌궐 제국 성립
- 동로마 제국의 장군 리베리우스, 이베리아 반도의 서고트 왕국을 침략하다.
- 10월 - 동고트 왕국이 동로마 제국에 완전히 복속되다.
- 임신서기석 건립(신라 진흥왕)

## 사망
- 7월 : 토틸라, 동고트 왕국 6대 국왕